# Amrat Cola
Amrat Cola  è un marchio di bevanda alla cola prodotta e commercializzata a cura della Pakistan Mineral Water Bottling Plant.

## Storia
Fondato nel 1985, il Pakistan Mineral Water Bottling Plant, inizialmente con l'iniziativa di introdurre la bevanda di acqua minerale al consumatore pakistano. Nel 1989 l'azienda diventa franchisee per Coke International, fino all'aprile 1994 quando la società fa un accordo con PepsiCo fino al 2003. Da quell'anno inizia ad immettere sul mercato prodotti a marchio Amrat, nel 2005 ha stabilito franchising nelle città di Lahore e Multan ed era in grado di produrre 30000 casse al giorno. L'azienda ha cercato di espandersi al di fuori della provincia del Punjab e in città come Hyderabad, Karachi e Sukkur.

## Prodotti
Oltre ad Amrat Cola, la società aveva anche lanciato una soda agli agrumi "Amrat Lime" e una bevanda all'aranciata "Amrat Orange".